# حقوق الإنسان في سوريا

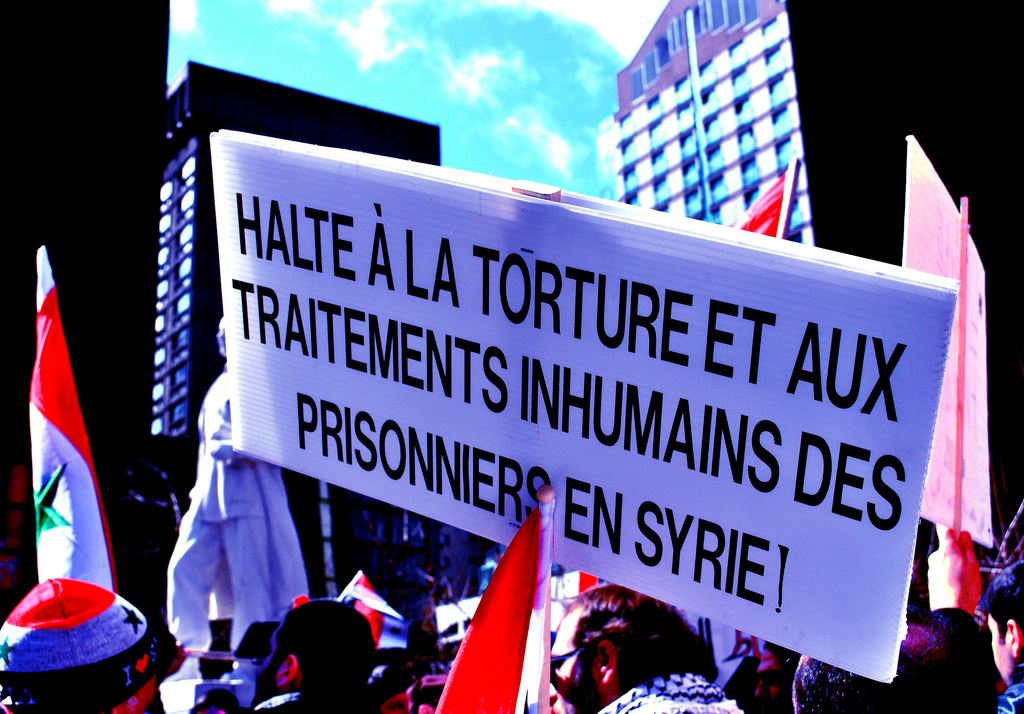
مظاهرة في مونتريال للتضامن مع الشعب السوري مع لافتة مكتوب عليها «أوقفوا التعذيب والمعاملة اللاإنسانية للسجناء في سوريا!»

حقوق الإنسان في سوريا تبعًا لتقييم العديد من الجماعات الحقوقية المختلفة ذات المرجعيات المختلفة[من؟] تعاني من تدهور شديد. وكانت الحقوق السياسية خاضعة لنظام الحزب الواحد، وهو حزب البعث العربي الاشتراكي، والذي كان يتمتع - حتى العام 2012 - حسب الدستور، بدور الحزب القائد للدولة والمجتمع. والبلاد تعيش تحت قانون الطوارئ أو الأحكام العرفية منذ سنة 1963. ازداد تدهور الوضع الإنساني في البلاد بعد اندلاع الحرب الأهلية السورية. وما تزال الدولة تقوم بدور الرقيب وتفرض قيودًا على حرية التعبير والنشر والتجمع، وتشكيل المنتديات.

## تقارير
بحسب تقرير وزارة الخارجية الأمريكية حول حقوق الإنسان لسنة 2004، تتمتع سورية بسجل سيء في مجال حقوق الإنسان، فحالة الطوارئ معلنة منذ سنة 1963. ويواصل جهاز الأمن (المخابرات) ارتكاب خروقات خطيرة لحقوق الإنسان، منها الاعتقال التعسفي والتعذيب والاعتقال والاحتجاز لمدد طويلة بدون توجيه تهم أو محاكمة، ومحاكمات ظالمة تشرف عليها أجهزة أمن الدولة وغياب النزاهة والخصوصية. كما تشير تقارير أخرى إلى انتشار الفساد داخل الشرطة وقوى الأمن، وسوء أوضاع السجون التي لا ترقى إلى المعايير الدولية.
تفرض الدولة قيوداً على حرية التعبير والنشر والتجمع، وتشكيل المنتديات، والتنقل والسفر، كما أنها حسب بعض المصادر تضيق على بعض الأقليات الدينية عند ممارسة تعاليمها. وحسب تقرير لمنظمة «مراسلون بلا حدود» تأتي سوريا في الدرجة ال 154 على 169 من دول العالم في ترتيب الحرمان من الحريات!.
وفي تقرير صدر في فبراير/شباط 2009  وثقت هيومن رايتس ووتش كيفية استخدام السلطات السورية لمحكمة أمن الدولة العليا لقمع المعارضين بإدانتها للمدعى عليهم بناء على اتهامات فضفاضة مبهمة تُجرم حرية التعبير وفي محاكمات تعوزها ضمانات إجراءات التقاضي السليمة الأساسية. وبموجب مرسوم، فإن المحكمة معفاة من قواعد الإجراءات الجنائية المنطبقة على المحاكم الجنائية السورية، ولا يحق للمدعى عليهم فيها الطعن في الأحكام الصادرة بحقهم أمام محكمة أعلى درجة. ويلعب محامو الدفاع دوراً شكلياً بالأساس وعادة ما لا يقابلون موكليهم لأول مرة إلا في يوم المحاكمة.
وتبرر الحكومة السورية عدم تحملها للانتقاد بالقول بأنها حالياً خاضعة للتهديد من قبل الولايات المتحدة ودول غربية أخرى تسعى لعزلها، وإن أي انتقاد موجه للحكومة لن يكون إلا خدمة لمصالح هذه القوى الأجنبية. إلا أن القمع الحكومي لنشاط حقوق الإنسان ليس ظاهرة حديثة في سورية، وضحاياه ليست لديهم في العادة صلة بالقوى الغربية وهم أنفسهم ينتقدون السياسة الأميركية في المنطقة.
وسبق أن قالت سارة ليا ويتسن، المديرة التنفيذية لقسم الشرق الأوسط وشمال أفريقيا في هيومن رايتس ووتش: «باسم حماية» الشعور القومي«تسجن محكمة أمن الدولة العليا أكثر من 100 شخص سنوياً». وأضافت: «ليس هؤلاء المدعى عليهم هم من يُضعفون الشعور القومي، بل الممارسات التي تلجأ إليها الحكومة السورية لإسكاتهم».

## الاعتقال السياسي
تنتقد منظمات حقوق الإنسان وحكومات أجنبية سوريا بسبب ممارساتها الاعتقالية. يتم عادة اعتقال أشخاص ينتمون إلى الإخوان المسلمين، منظمات سياسية كردية ممنوعة، حزب التحرير، شق حزب البعث المؤيد للعراق، ناشطون إسلاميون يشك بعلاقتهم بالقاعدة. بينما يتم احتجاز البعض في السجن الانفرادي بدون محاكمة، تتم محاكمة آخرين بظروف لا تتوافق مع المعايير الدولية للمحاكمة العادلة.
في تقرير سنة 2006 قامت منظمة هيومان رايتس واتش بالإعلام عن استمرار احتجاز «آلاف» الأسرى السياسيين، العديد منهم ينتمون لحركة الإخوان المسلمين الممنوعة وللحزب الشيوعي. كما قامو بالاستشهاد بتقدير اللجنة السورية لحقوق الإنسان القائل بوجود حوالي 4000 أسير سياسي في السجون السورية.

## حقوق الإنسان في الأزمة السورية

### الاعتقال والتعذيب
أصدرت منظمة مراقبة حقوق الإنسان في شهر تموز سنة 2012 تقريراً تحت عنوان «أقبية التعذيب: الاعتقال التعسفي والتعذيب والاختفاء القسري في مراكز الاعتقال السورية منذ مارس/آذار 2011» وثقت فيه مختلف أساليب التعذيب المعتقلات السورية، عبر شهادات 200 سجين اعتقلوا في أكثر من 27 فرعاً أمنياً بمختلف أنحاء سوريا. وأثبت التقرير حدوث خروقات مباشرة للقانون السوري نفسه، فعلى الرغم من رفع حالة الطوارئ في شهر نيسان سنة 2011 إلا أن الرفع لم يُطبَّق فعلياً، وحتى التشريع الذي عقب رفعها القاضي بقصر مدة الاحتجاز دون الإحالة إلى قاض بمدة 60 يوماً - والذي يخالف القوانين الدولية أساساً - لم يلتزم به في الكثير من الحالات. تتراوح أغلب فترات الاعتقال من بضعة أيام إلى بضعة شهور، يتخللها النقل بين عدة فروع أمنية في مدة مختلفة، قد يصل عددها إلى 4 أو 5 أحياناً. وبعدها يطلق سراحهم بدون أي إجراء رسمي (كما هي الحال مع اعتقالهم أول مرة)، أو أحياناً يؤخذون إلى المحكمة حيث توجه إليهم تهم أو يفرج عنهم بكفالة.
في الكثير من الحالات كانت الأجهزة الأمنية تعتمد على مقارّ الاعتقال المؤقتة نظراً لازدحام فروعها الأمنية، كالملاعب الرياضية والقواعد العسكرية والمدارس والمستشفيات، وكان يتم الاعتقال قسرياً بدون السماح للمعتقل بأي تواصل مع العالم الخارجي ولا تزويد أهاليه بمعلومات عنه، مما يجعلها حالات اختفاء قسري حسب القانون الدولي. ومع أن الجيش يساعد في عملية الاعتقال بالكثير من الأحيان، إلا أن المخابرات دائماً هي من تنفذ الاعتقال نفسه، أو من تستلم المعتقل للتحقيق معه وتعذيبه بعد القبض عليه. وعادة ما يتم الاعتقال إما خلال المظاهرات المناهضة للحكومة، أو على الحواجز الأمنية، أو في عمليات مداهمة منظمة وواسعة تستهدف مناطق سكنية معينة. ويكون الاعتقال عشوائياً دون تقديم أي مبررات أو أسباب للمعتقل، ثم يُقتَاد مباشرة إلى فرع أمني مجاور.
ويحتجز المعتقلون خلال فترة الاعتقال في ظروف سيئة جداً، حيث يوضعون في زنازين شديدة الازدحام، قد يصل حجمها في بعض الأحيان إلى 20 متراً مربعاً يحتجز فيها 60 إلى 70 شخصاً، وقد يقضون فيها شهوراً، أو زنازين انفرداية بالأصل أبعادها متر بمترين يحتجز فيها على الأغلب عدة أشخاص. ويضطر المعتقلون إلى التناوب على النوم، حيث يستندون على بعضهم البعض لعدم إمكانية الاستلقاء وسط الزحام. وأما الطعام فيتألف عادة من كسرة خبز يابس ونصف بيضة أو ثمرة طماطم، تقدم مرة في اليوم.
وخلال فترة الاعتقال يتعرّض المعتقلون للتحقيق اليومي تحت التعذيب الشديد، ويكون هدف التحقيق غالباً الاعتراف بالمشاركة في مظاهرات المعارضة، أو الإفصاح عن أسماء المتظاهرين والناشطين الآخرين، بل وأحياناً الاعتراف برفع السلاح ضد قوات الأمن أو الحصول على رشوات وتمويل خارجي لإثارة الفوضى. وقال المعتقلون الذين أجرت هيومن رايتس ووتش المقابلات معهم إن الهدف الرئيسي من التعذيب كان في الواقع المعاقبة والانتقام فقط لا الحصول على المعلومات. وقد وثقت هيومن رايتس ووتش في تقريرها 21 وسيلة مختلفة للتعذيب استخدمت بالمعتقلات السورية، من أبرزها الضرب المبرح، وقلع الأظافر، والتعرية، والفلقة (الضرب على القدمين)، والشّبح (التعليق بالسّقف من المعصمين لساعات أو أيام حتى)، والصعق الكهربائي (بأقطاب كهربائية وغيرها من الأدوات)، والدولاب (حشر العنق والقدمين في دولاب بحيث يصبح المعتقل عاجزاً عن الحركة)، و«بساط الريح» (التقييد بِلوح مسطح مقلوب بحيث تلمس ساقا المعتقل وجهه). وقد تضمَّنت وسائل التعذيب والاحتجاز هذه الأطفال تحت سن الـ18 والنساء مثلهم مثل الرجال، وتعرضوا للتعذيب بنفس الوسائل ولنفس المعاملة، وقد وثَّق تقرير هيومن رايتس ووتش 12 حالة تعذيب للأطفال وعدة حالات أخرى للنساء، بل وحتى الشيوخ فوق الـ70 عاماً.
أصدرت منظمة العفو الدولية تقريرا في مارس/آذار 2011، عندما اندلعت الأزمة السورية، وحتى ديسمبر/كانون الأول 2015 حيث استعرض صورة حقيقية من داخل السجون التعذيب وانتهاكات البشعة والظروف غير الإنسانية. حيث أن حوالي 17723 لقوا حتفهم أثناء احتجازهم  بسبب التعذيب والمرض والموت في السجون السورية وهي جرائم ضد الإنسانية ارتكبتها القوات الحكومية السورية بحقهم، أي بمعدل أكثر من 300 شخص في كل شهر، فضلا عن عشرات الآلاف من الأشخاص قد اختفوا قسرا في مراكز الاحتجاز، ووجود بعض المعتقلين يموتون في الحجز وآخرون أنهم احتُجزوا في زنازين إلى جانب جثث المعتقلين.